# Les Marches
Les Marches és un municipi francès situat al departament de la Savoia i a la regió d'Alvèrnia-Roine-Alps. L'any 2007 tenia 2.471 habitants.

## Demografia

### Població
El 2007 la població de fet de Les Marches era de 2.471 persones. Hi havia 873 famílies de les quals 176 eren unipersonals (92 homes vivint sols i 84 dones vivint soles), 232 parelles sense fills, 397 parelles amb fills i 68 famílies monoparentals amb fills.
La població ha evolucionat segons el següent gràfic:
Habitants censats

### Habitatges
El 2007 hi havia 1.012 habitatges, 875 eren l'habitatge principal de la família, 85 eren segones residències i 52 estaven desocupats. 865 eren cases i 141 eren apartaments. Dels 875 habitatges principals, 658 estaven ocupats pels seus propietaris, 189 estaven llogats i ocupats pels llogaters i 28 estaven cedits a títol gratuït; 14 tenien una cambra, 59 en tenien dues, 120 en tenien tres, 253 en tenien quatre i 428 en tenien cinc o més. 750 habitatges disposaven pel capbaix d'una plaça de pàrquing. A 290 habitatges hi havia un automòbil i a 527 n'hi havia dos o més.

### Piràmide de població
La piràmide de població per edats i sexe el 2009 era:
| Homes | Edats   | Dones |
| ----- | ------- | ----- |
| 4     | 95 o +  | 9     |
| 0     | 90 a 94 | 28    |
| 9     | 85 a 89 | 30    |
| 14    | 80 a 84 | 15    |
| 27    | 75 a 79 | 45    |
| 21    | 70 a 74 | 33    |
| 34    | 65 a 69 | 49    |
| 38    | 60 a 64 | 23    |
| 48    | 55 a 59 | 49    |
| 70    | 50 a 54 | 67    |
| 66    | 45 a 49 | 56    |
| 70    | 40 a 44 | 55    |
| 105   | 35 a 39 | 113   |
| 48    | 30 a 34 | 82    |
| 59    | 25 a 29 | 65    |
| 47    | 20 a 24 | 33    |
| 86    | 15 a 19 | 56    |
| 71    | 10 a 14 | 66    |
| 90    | 5 a 9   | 71    |
| 46    | 0 a 4   | 50    |

## Economia
El 2007 la població en edat de treballar era de 1.609 persones, 1.239 eren actives i 370 eren inactives. De les 1.239 persones actives 1.162 estaven ocupades (621 homes i 541 dones) i 78 estaven aturades (30 homes i 48 dones). De les 370 persones inactives 117 estaven jubilades, 147 estaven estudiant i 106 estaven classificades com a «altres inactius».

### Ingressos
El 2009 a Les Marches hi havia 891 unitats fiscals que integraven 2.386 persones, la mediana anual d'ingressos fiscals per persona era de 21.049 €.

### Activitats econòmiques
Dels 148 establiments que hi havia el 2007, 3 eren d'empreses alimentàries, 11 d'empreses de fabricació d'altres productes industrials, 38 d'empreses de construcció, 29 d'empreses de comerç i reparació d'automòbils, 7 d'empreses de transport, 6 d'empreses d'hostatgeria i restauració, 4 d'empreses financeres, 5 d'empreses immobiliàries, 20 d'empreses de serveis, 15 d'entitats de l'administració pública i 10 d'empreses classificades com a «altres activitats de serveis».
Dels 41 establiments de servei als particulars que hi havia el 2009, 1 era una oficina de correu, 2 tallers de reparació d'automòbils i de material agrícola, 6 paletes, 4 guixaires pintors, 5 fusteries, 8 lampisteries, 5 electricistes, 1 empresa de construcció, 3 perruqueries, 4 restaurants i 2 salons de bellesa.
Dels 6 establiments comercials que hi havia el 2009, 1 era una botiga de menys de 120 m², 1 una fleca, 2 carnisseries, 1 una botiga de material esportiu i 1 una floristeria.
L'any 2000 a Les Marches hi havia 90 explotacions agrícoles que ocupaven un total de 512 hectàrees.

## Equipaments sanitaris i escolars
L'únic equipament sanitari que hi havia el 2009 era una farmàcia.
El 2009 hi havia 1 escola maternal i 2 escoles elementals.

## Poblacions més properes
El següent diagrama mostra les poblacions més properes.